# John Thain

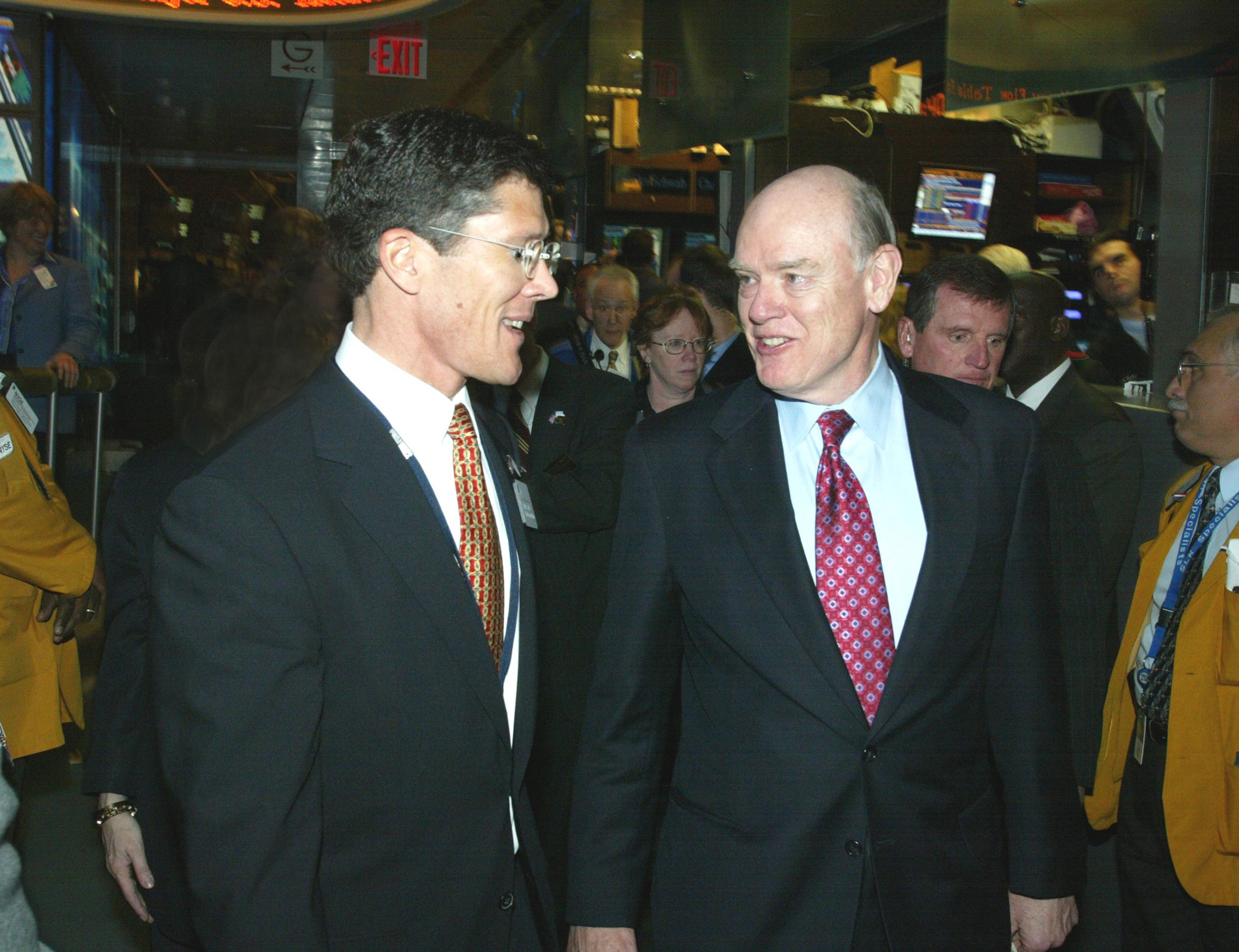
John Thain (links) mit John Snow

John Alexander Thain (* 26. Mai 1955 in Antioch, Illinois) ist ein US-amerikanischer Manager. Seit Mai 2018 sitzt er im Aufsichtsrat der Deutschen Bank.

## Leben
Thain hat einen Bachelor in Elektrotechnik vom MIT (1977) und einen M.B.A. von Harvard (1979).
Von Dezember 2007 bis Januar 2009 war Thain CEO der Investmentbank Merrill Lynch & Co. Am 22. Januar 2009 trat er von diesem Posten zurück. Der Rücktritt stand offenbar in Zusammenhang mit Vorwürfen über überhöhte Ausgaben sowie vorgezogene Bonuszahlungen an Merrill Lynch Manager im Dezember 2008, d. h. unmittelbar vor der Übernahme von Merrill Lynch durch Bank of America.
Davor war Thain CEO des Börsenbetreibers NYSE Euronext Inc., der aus dem Zusammenschluss von NYSE und Euronext im Juni 2006 hervorging. Seit 2004 war Thain Vorstandsvorsitzender der NYSE, deren Börsengang im Jahr 2006 er maßgeblich vorantrieb. Zuvor war er bei Goldman Sachs, zuletzt als Präsident und COO.
Von Februar 2010 bis April 2016 war er CEO der amerikanischen Bank CIT Group Inc. Im Mai 2018 wurde er in den Aufsichtsrat der Deutschen Bank gewählt.